# Maria Teresa Gabrieli
Pour les articles homonymes, voir Gabrieli (homonymie) et Sainte Thérèse.
Maria Teresa Gabrieli est une institutrice et religieuse italienne, éducatrice des pauvres, cofondatrice de la congrégation et de l'œuvre des « Sœurs des pauvres - Institut Palazzolo » (Suore delle Poverelle – Istituto Palazzolo). Née en 1837, morte en 1908, elle est proclamée « vénérable » par le pape François le 19 mars 2019. Sa fête est célébrée le 6 février.

## Biographie
Teresa Gabrieli nait le 13 septembre 1837 à Bergame. Sa famille est de condition modeste, jardiniers et agriculteurs.
Elle parvient à faire des études à l'institut des moniales canossiennes, grâce à d'importants sacrifices de sa famille. Elle obtient son diplôme d'enseignante.
Teresa Gabrieli voudrait se consacrer à Dieu et enseigner dans l'institut où elle a appris. Mais la mort de son père puis de sa mère la contraignent à y renoncer, elle prend la suite du petit commerce familial de légumes.
Elle a trente-sept ans lorsque pour sa sagesse, sa vertu et son amour des pauvres, elle est recommandée au prêtre Luigi Palazzolo qui lui propose de participer à son œuvre d'éducation pour les défavorisés,.
Le 22 mai 1869, Teresa Gabrieli prononce ses vœux religieux et fonde la famille des Sœurs des Pauvres, sous l'égide du P. Palazzolo,. Elle s'installe Via della Foppa, dans une pauvre maison. Elle commence ainsi l'œuvre des femmes « consacrées à la charité du Christ » selon le désir du P. Palazzolo.
À la mort de ce prêtre en 1886, leur œuvre des « Sœurs des pauvres - Institut Palazzolo » compte 11 maisons et 70 religieuses pour s'occuper de 270 orphelins,. Teresa Gabrieli prend en charge la responsabilité de l'ensemble, et la dirige pendant vingt-deux ans, avec une « énergie évangélique »,.
Elle meurt à Bergame le 6 février 1908,.

## Cause en béatification
Le cause en béatification de Mère Teresa Gabrieli est introduite au niveau diocésain le 13 septembre 2006 par Mgr Roberto Amadei, évêque de Bergame. La procédure diocésaine s'achève par une messe solennelle le 24 octobre 2007. 
Le dossier est ensuite transmis à Rome, où la cause est introduite après de la Congrégation pour la cause des saints le 6 février 2008, jour du centenaire de sa mort. Le 11 mars 2019, le pape François autorise la publication du décret reconnaissant les « vertus héroïques » de Maria Teresa Gabrieli,. Il la proclame ainsi « vénérable ». Sa fête est fixée au 6 février.
La cause continue, dans l'attente de la reconnaissance d'un miracle pour ouvrir la voie à la béatification de la religieuse.